# Pteropus pohlei
La volpe volante della Baia di Geelvink (Pteropus pohlei Stein, 1933) è un pipistrello appartenente alla famiglia degli Pteropodidi, endemico di alcune isole dell'Indonesia .

## Descrizione

### Dimensioni
Pipistrello di medie dimensioni, con la lunghezza della testa e del corpo tra 176 e 210 mm, la lunghezza dell'avambraccio tra 126,3 e 136,8 mm, la lunghezza della tibia tra 56,3 e 62,3 mm, la lunghezza delle orecchie tra 25,2 e 26,2 mm e un peso fino a 360 g.

### Aspetto
La pelliccia è corta. Il colore del dorso è marrone scuro cosparso di peli argentati, le spalle, la testa e le parti ventrali sono giallastre con una larga macchia centrale nerastra che si estende dal petto al basso ventre. Il muso è lungo ed affusolato, il naso è nero con le narici brevi, gli occhi relativamente più grandi rispetto alle altre specie del genere Pteropus, le orecchie sono lunghe ed appuntite. Le membrane alari sono marroni scure. È privo di coda, mentre l'uropatagio è ridotto ad una sottile membrana lungo la parte interna degli arti inferiori. I denti hanno un insolito color marrone, dovuto alla mancanza di smalto. Gli esemplari di Biak-Supiori e Waigeo potrebbero appartenere ad un'altra specie ancora non descritta il cui nome provvisorio assegnatogli dallo zoologo americano Kristofer Michael Helgen è Pteropus manguai.

## Biologia

### Comportamento
È una specie prevalentemente notturna. Si rifugia nel denso fogliame degli alberi singolarmente o in piccoli gruppi.

### Alimentazione
Si nutre di frutta.

### Riproduzione
Femmine che allattavano sono state osservate nel mese di settembre. Le nascite presumibilmente avvengono tra dicembre e gennaio.

## Distribuzione e habitat
L'areale di questa specie è ristretto ad alcune Isole a Nord-Ovest della Nuova Guinea: Numfor, Rani, Yapen, Biak-Supiori e Waigeo.
Vive sia in foreste tropicali primarie che disturbate. È stata osservata sia sulle spiagge che su isolotti lungo la costa.

## Tassonomia
In accordo alla suddivisione del genere Pteropus effettuata da Andersen, P. pohlei è stato inserito successivamente nello  P. macrotis species Group, insieme a P. macrotis stesso e P. poliocephalus. Tale appartenenza si basa sulle caratteristiche di non avere un ripiano basale nei premolari e di avere orecchie lunghe ed appuntite.
Altre specie simpatriche dello stesso genere: P. conspicillatus.

## Conservazione
La IUCN Red List, considerata la ristrettezza del suo areale, la deforestazione e la caccia, classifica P. pohlei come specie vulnerabile (VU).